# Sara Wennerberg-Reuter
Sara Wennerberg-Reuter (née le 11 février 1875 à Otterstads församling et morte le 29 mars 1959 à Stockholm) est une organiste et compositrice suédoise. Elle est la nièce du compositeur Gunnar Wennerberg (1817-1901).

## Biographie
Sara Wennerberg-Reuter commence l'étude de l'orgue et de l'harmonie à Göteborg puis part étudier au Conservatoire de Stockholm (1893-1895) où elle obtient un diplôme d'organiste. Elle étudie ensuite à Leipzig (1896-1898) avec Salomon Jadassohn et Carl Reinecke et poursuit l'étude de la composition et du contrepoint (1901-1902) avec Max Bruch à Berlin. Elle est organiste de l'église Sophie de Stockholm de 1906 à 1945.
Les œuvres de Sara Wennerberg-Reuter, en particulier ses quatuors pour voix d'hommes, étaient régulièrement jouées de son vivant. Son Hymne pascal, ses motets et ses hymnes pour chœur mixte faisaient également partie du répertoire standard, tout comme sa Sonate pour violon (1904) et certaines de ses pièces pour piano.
Elle a écrit une cantate pour la consécration de l'église Sophie en 1906, et une autre cantate pour l'église en 1941. Elle a également écrit plusieurs autres cantates ainsi que deux poèmes symphoniques pour voix solistes, chœur et orchestre, l'un appelé Necken (sur un poème de son oncle Gunnar Wennerberg) et l'autre intitulé Skogsrået (texte de Viktor Rydberg) en 1915.